# Mladen Pikulic
Mladen Pikulić is een professioneel fotograaf en winnaar van verschillende fotoprijzen waaronder de International Photgraphic Competition to mark World Alzheimer's Day van de tv omroep de BBC.
De twee laatste, door Mladen Pikulić gewonnen prijzen, zijn:
- The Photgraphic Competition to mark World Alzheimer's Day
- The Black and White Spider Awards - Honorable mentions

Mladen Pikulić heeft tevens een boek uitgebracht, Beleving Belicht en aan één boek meegewerkt, namelijk Sarajevo Self-portrait (door Mladen Pikulić en 8 andere fotografen). In Het boek Beleving Beleving belicht staan ook de twee winnende foto's van The Photgraphic Competition to mark World Alzheimer's Day en The Black and White Spider Awards.

## Exposities
- 2000 Third International Photo Festival Turnhout - Belgium
- The Dayton Art Institute Dayton - USA
- 2001 Museet for Fotokunst Odense - DenmarkBarnes
- 2002 Kunstraum Bethanien Berlin - Germany Atrium Stadhuis The Hague - Holland
- Museum of Photographic Arts San Diego - USA
- 2003 USVA Norderlicht Groningen Holland
- 2004 Hasselblad Image Centre Utrecht Holland Media Center Sarajevo - Bosnia
- 2005 Congres Centrum Trondheim Norway
- 2006 Congres Centrum Berlin Germany
- 2007 Peer Gallery New York USA